# 운슈푼넨 축제

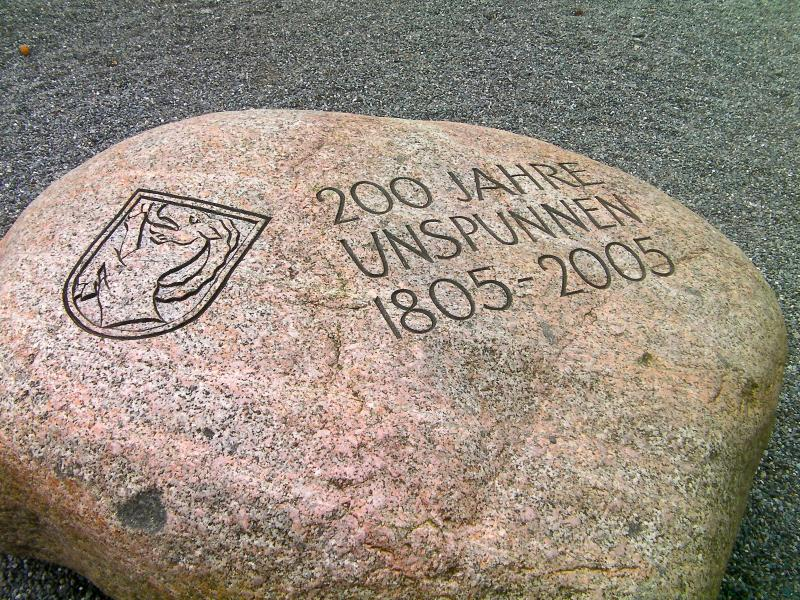
운슈푼넨 축제 200주년 기념

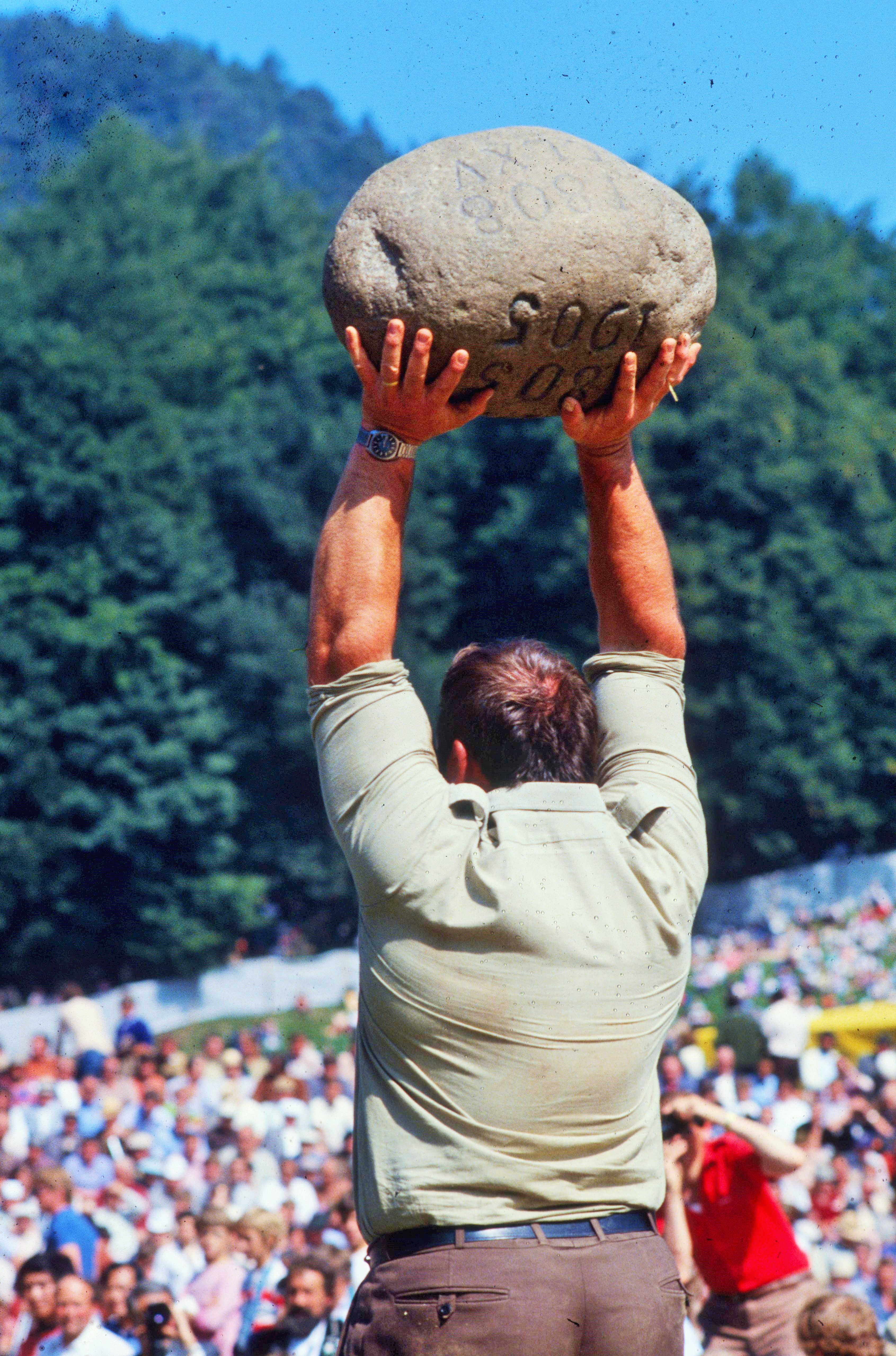
1981년 운슈푼넨 축제 슈타인슈투센 마커

운슈푼넨 축제(Unspunnenfest)는 스위스 인터라켄에 있는 운슈푼넨성 주변에서 개최되는 축제이다. 거의 12년에 한 번 꼴로 개최되었고, 최근에는 2017년에 개최되었다. 스위스의 전통 문화와 슈타인슈토센(돌 던지기), 슈빙겐 (스위스 씨름), 요들 등의 전통 경기가 선보인다. 특히 돌 던지기에 사용되는 돌은 오버하슬리 지방의 아레강 화강암으로 만든 ‘운슈푼넨석’(Unspunnenstein)으로 유명하며 83.5kg의 무게가 있다.

## 역사
운슈푼넨 축제의 역사는 13세기로 거슬러 올라가 지역의 유력한 가문인 부르크하르트 폰 운슈푼넨과 베른이 베르톨트 5세의 체링겐 가문의 집을 짓고 있던 것으로 거슬러 올라간다.
최초의 공식 축제는 1805년 4월 17일에 개최되었다. 마침 나폴레옹 보나파르트가 스위스를 침공한 준전시의 정세로, 국내의 일체감을 높일 것으로 기대하고 있었다. 베른고원의 사람들이 헬베티아 공화국 내 독립주인 오버란트주를 형성하였고, 베른 시장 니클라우스 프리드리히 폰 뮤리넨과 인터라켄 법원장 프란츠 루트비히 톨만 등을 압박해 이 축제를 통해 단결을 촉구한 것이다. 축제는 개최되었지만, 단결은 잘 이뤄지지 않았고, 도시와 산촌 주민들 사이에서는 아직도 상반되는 감정이 남아 있다. 그러나 문화적인 면과 재정적인 면에서 처음 두 번의 축제는 대성공을 거두었다. 스위스 건축 유산 협회와 스위스 전통 의상 협회가 이 축제를 계기로 탄생했다.

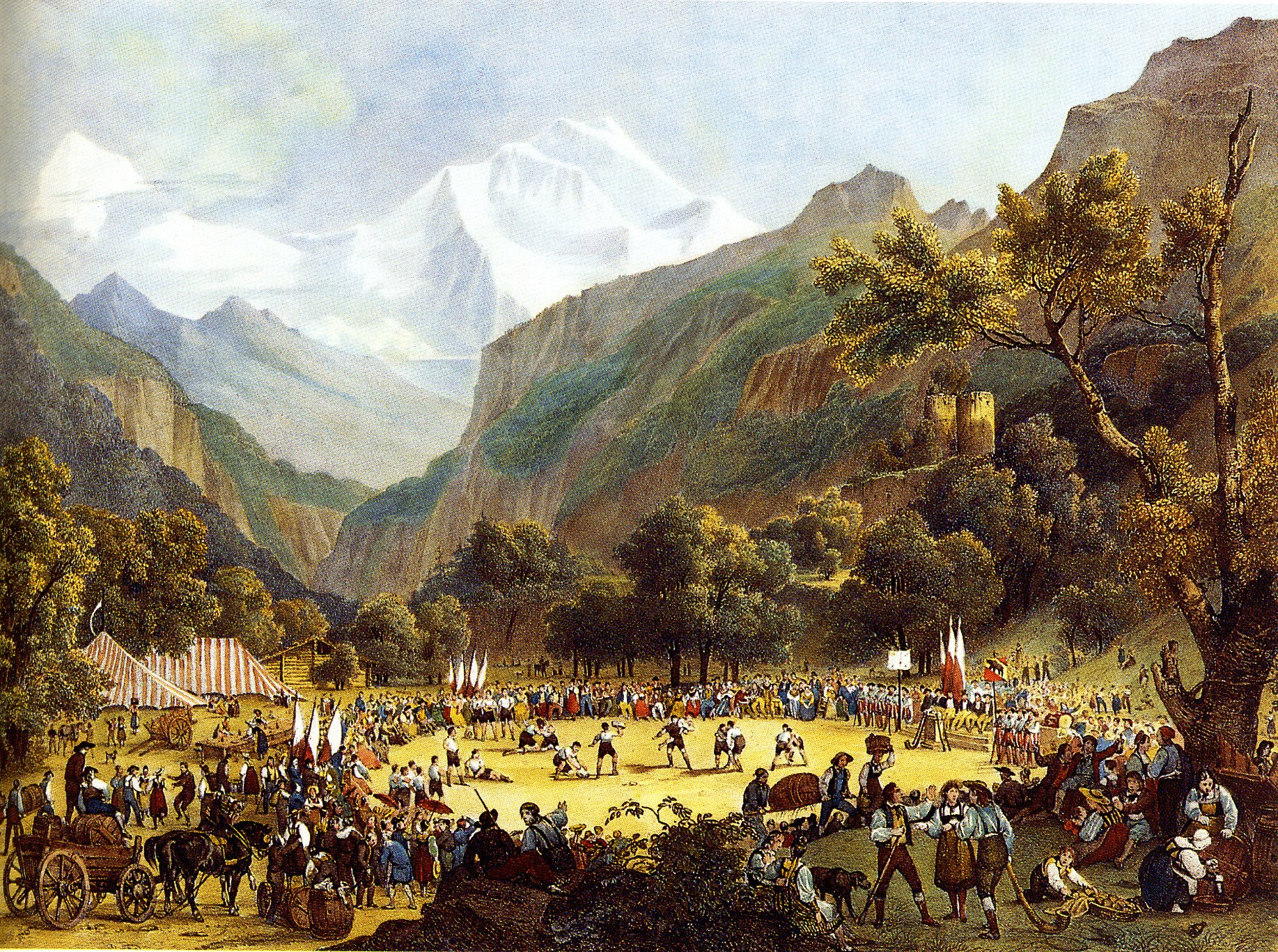
1808년 운슈푼넨 축제

제2회 운슈푼넨 축제는 1808년에 개최되었지만, 제1회 때에 사용된 83kg의 돌은 그 사이에 분실하고, 제2회 축제에서는 76kg 돌이 사용되었다. 제3회 운슈푼넨 축제는 100년 후인 1905년까지 기다려야 했지만, 제2회 축제 때의 돌을 사용할 수 있었으므로, 현재는 그 돌에 ‘1805’와 ‘1905’의 숫자가 새겨져 있다. 운슈푼넨 축제가 정기적으로 개최되게 된 것은 한층 더 후인 1946년부터였다. 당시는 「스위스 전통 의상과 쇠고기 축제」(Swiss Traditional Costume and Cowherd's Festival)라고 불렸다. 이후, 1955년, 1968년, 1981년, 1993년에 각각 개최되었다.

## 현재
1984년 6월 3일 일요일, 베른주의 쥐라 지방의 독립을 요구하는 벨리에 그룹(Belier Group)에 의해, 운터젠 박물관에서 1808년 사용된 운슈푼넨석이 도난당한 사건이 일어나 돌이 정치적인 인질이 되었다. 거기서 1808년의 돌만큼 무게가 되는 83.5kg의 돌이 찾아내어 이후의 경기 모두에서 사용되게 되어 있다. 이 돌은 현재 인터라켄 UBS 은행의 창구 홀에서 볼 수 있다.
1999년, 한 사진가가 브뤼셀의 사저에 초대되었을 때, 1808년 운슈푼넨석이라고 주장하는 돌을 보았다. 거기서 그는 증거로 사진을 찍어 돌아갔는데, 인터라켄 체조 협회의 회원으로 1984년에 새로운 돌을 선택하는 것에 관련된 사람이 이것이 진짜 도난당한 운슈푼넨석이라고 특정했다. 이상하게도 돌은 2000년 8월에 쥐라주의 세뉴레지(Saignelégier )에서 열린 축제 장소에서 미국 태생의 여배우 션 필딩(베를린 주재 스위스 대사의 아내였음)에게 ‘과자’라고 적힌 상자에 포장되어 운송되어 왔다. 불행히도, 돌은 손상되어 있었다. 1992년에 행해진 스위스 국민투표로, 스위스가 유럽경제공동체(EEA) 참여가 부결되었다. 이에 불만을 품은 벨리에 그룹은 유럽연합을 상징하는 12개의 별과 날짜를 돌에 새겼다. 1992년 12월 6일의 날짜, 그리고 12개의 별을 새겨 놓았던 것이다. 그 결과, 돌의 무게는 2.3 kg 감소하여 경기에서는 더 이상 사용할 수 없게 되어 버렸다.
게다가 2005년에는, 인터라켄의 호텔에서 다시 1808년의 운스푸넨석이 도난당했다. 현장에는 도둑이 대신 놓아둔 것으로 보이는 쥐라의 문장이 들어간 작은 돌이 놓여 있었다. 프랑스어를 구사하는 분리주의자들은 이 사건이 자신들의 소행이 아니라고 부정하면서도 절도 행위를 지지하는 성명을 냈다. 그 후, 그 돌은 소재 불명인 상태로 지속되고 있다.
과도한 홍수로 인해 운슈푼넨 축제의 다음 회는 1년 연기되었다. 그리고 마침내 2006년 9월에 개최되었다. 돌 던지기 대회의 우승자는 운슈푼넨슈타인을 3.89 던졌다.
가장 최근의 대회는 2017년에 열렸고, 다음 대회는 2029년으로 예정되어 있다.